# Alkotmányos Demokrata Párt (Oroszország)
Az Alkotmányos Demokrata Párt (orosz nyelven Конституционно-демократическая партия) nevű oroszországi polgári párt az 1905-ös orosz forradalom után alakult meg. Hivatalos, de ritkán használatos neve volt még a Népi Szabadság Pártja (Па́ртия Наро́дной Свобо́ды). A pártnak a történelmi, politikai irodalomban leggyakrabban „kadet párt” a neve, tagjait „kadetoknak” hívták a párt orosz nevének kezdőbetűi alapján (к.- д. партия). Nem tévesztendő össze a nemzetközileg használatosan kadét nevű tisztiiskolásokkal.

## Története
Az Alkotmányos Demokrata Párt az 1905-ös orosz forradalom tetőpontján, október közepén alakult meg Moszkvában, amikor II. Miklós kénytelen volt aláírni az októberi kiáltványt, amelyben biztosította az alapvető polgári szabadságjogokat. A párt alapítója és legismertebb vezetője Pavel Nyikolajevics Miljukov történész, liberális politikus volt. Az Alkotmányos Demokrata Párt tagjai, a kadetek általános választójogot követeltek, beleértve a nők választójogát is, és egy alkotmányozó nemzetgyűlés összehívását, amelynek feladata lesz az ország államformájának meghatározása. A párt annak ellenére nem támogatta eleve az alkotmányos monarchiát, hogy tagjainak 60%-a nemesi származású volt. Szergej Juljevics Vitte (Sergius Witte) gróf, reformista miniszterelnök meghívta kormányába a pártot 1905 október–novemberében, de a tárgyalások megszakadtak a kadetok radikális követelései és mivel Vitte elutasította, hogy hagyja ki kabinetjéből az ismert Pjotr Nyikolajevics Durnovot. 
1906 februárjában bojkottálta az első oroszországi nemzetgyűlés, az Állami Duma választását, a kadétok néhány szocialista és forradalmi párt távolmaradásával a városi szavazatok 37%-át, és a mandátumok több mint 30%-át szerezték meg a képviselőtestületben. Duma. Választási győzelmüket után szövetkeztek a baloldali parasztpárti Trudovik csoporttal, többséget alkotva a Dumában. Az áprilisi parlamenti ülés elején azonban a kormány elutasította törvényhozási szándéknyilatkozatukat. Ezután a párt radikális ellenzéki irányvonalat követett. Július 9-én a kormány bejelentette, hogy a Duma nem működik, és feloszlatta. Válaszul 120 kadet és 80 trudovik és szociáldemokrata képviselő elment Viborgba, ami a Finn Nagyhercegség területén, és így a pétervári cári rendőrség hatókörén kívül volt, és egy kiáltványt fogadtak el, amelyben passzív ellenállásra, az adófizetés elmulasztására és kijátszására szólítottak fel. A kiáltvány azonban nem ért el érdemleges politikai hatást, viszont a pártot kitiltották a nemzetgyűlésből.
A kadetok 1906-ban, a forradalom letörése után felhagytak radikális és köztársasági követeléseikkel és kinyilvánították, hogy támogatják az alkotmányos monarchiát, de a kormány mindvégig, a monarchia 1917-es bukásáig gyanakvó maradt a kadetokkel szemben.

A kadetok Szabadság és kultúra nevű újságjának logója („Legyen világosság”) 1917-ben

Az 1917-es februári orosz forradalom idején kadetok adták az Ideiglenes Kormány magját öt miniszteri tárcával. A miniszterelnök is a párt tagja, Georgij Jevgenyjevics Lvov herceg lett. A kormány lehetőségei azonban meglehetősen korlátozottak voltak a kettős hatalom körülményei között, mivel a munkás- és katonatanácsok, valamint ezekben a bolsevikok befolyása egyre növekedett. A kormány mindenesetre eltörölt minden vallási és nemzetiségi megkülönböztetést és növelte a helyi önkormányzás lehetőségeit. Elismerték Lengyelország autonómiáját, ami szimbolikus gesztus volt, mivel a lengyel területeket Németország tartotta megszállása alatt az első világháború harcai nyomán. A kadet vezetők azonban szerették volna egyben tartani Oroszországot.
Az 1905-ös radikális kadet pártból 1917-re a politikai spektrum jobboldalának képviselője lett, mivel a monarchista pártok feloszlottak és rajtuk kívül csak különböző színezetű baloldali, szocialista politikai erők maradtak a porondon.
A kadetok helyzete a kormányban megromlott, amikor április végén nyilvánosságra került, hogy a párt vezetője, Miljukov külügyminiszterként ígéretet tett az antant hatalmaknak a háború folytatására. A békepárti közvélemény miatt ez kormányválságot eredményezett, Miljukov lemondott külügyminiszteri posztjáról a kadet pártnak május elején meg kellett egyeznie a mérsékelt szocialista irányzatú pártokkal. Júliusban az ukrán függetlenségi mozgalomnak tett engedmények miatt a kadet párt távozott a kormányból, majd újjáalakították a kormányt Alekszandr Fjodorovics Kerenszkij mérsékelt szocialista politikus vezetésével. A párt politikusa, Szergej Fjodorovics Oldenburg orientalista lett az oktatási miniszter, valamint ő elnökölte a rövid életű Nemzetiségi Ügyek Bizottságát. A kadetokat azonban egyre kevésbé fogadták el szocialista koalíciós partnereik, és még kevésbé a bolsevikok. 1917 szeptemberében sok kadet politikus támogatta Lavr Georgijevics Kornyilov puccskísérletét.
Amikor a bolsevikok 1917 októberében átvették a hatalmat, a kadet párt a többi bolsevikellenes párttal együtt illegalitásba szorult. A párt vezetői emigrációba vonultak. Egyedül Oldenburg tudott együtt élni a szovjet hatalommal, a Szovjetunió Tudományos Akadémiájának titkára lett, és – 1935-ös haláláig – az akadémia orientalisztikai intézetének vezetője maradt.

### A rendszerváltás után
1990-ben Oroszországban újjáalapították a pártot Alkotmányos Demokrata Párt – A Népi Szabadság Pártja néven, a történelmi kadet párt programjával. A párt azonban hamarosan radikális nacionalista politikát kezdett folytatni majd beolvadt a Jelcint támogató „Nemzeti Megmentési Frontba”.

## Fordítás
- Ez a szócikk részben vagy egészben  a   Constitutional Democratic Party című angol Wikipédia-szócikk ezen változatának fordításán alapul.  Az eredeti cikk szerkesztőit annak laptörténete sorolja fel. Ez a jelzés csupán a megfogalmazás eredetét és a szerzői jogokat jelzi, nem szolgál a cikkben szereplő információk forrásmegjelöléseként.